# Hebergasjön
Hebergasjön är en sjö i Falkenbergs kommun i Halland och ingår i Suseåns huvudavrinningsområde.